# ケーユーホールディングス
株式会社ケーユーホールディングスは、東京都町田市に本社を置く中古車販売企業の持株会社である。傘下ディーラーは主に首都圏で展開している。

## 沿革
- 1972年 - ケーユー商事株式会社を設立する。
- 1982年 - 株式会社オートラマケーユーを設立してフォードの正規ディーラー権を取得。
- 1988年 - 株式会社ケーユーに社名変更してオートバイ販売を開始する。メルセデス・ベンツの正規ディーラー権を取得する。
- 1989年 - 株式を店頭公開する。「株式会社シュテルン東名横浜」でメルセデス・ベンツ販売事業を開始する。
- 1994年 - オートラマケーユーを「株式会社フォードケーユー」へ社名変更する。
- 1996年 - 東京証券取引所2部に上場する。ハーレーダビッドソンおよびクライスラーの正規ディーラー権を取得する。
- 1998年 - フォード車販売から撤退してフォードケーユーを「東名横浜クライスラー株式会社」へ社名変更し、ケーユー本体のクライスラー販売事業を移管する。
- 1999年 - カーセブンディベロプメントの設立に参加し、カーセブン店舗の運営を開始する。
- 2000年 - インチケープ・ドッドウェルが運営するメルセデス・ベンツ正規ディーラー「シュテルン世田谷」を買収する。2001年にシュテルン世田谷がシュテルン東名横浜を吸収合併する。
- 2005年 - BMW東京から町田市および横浜市の5店舗を譲受し、運営会社として「株式会社モトーレン東名横浜」を設立する。
- 2007年 - 持株会社制へ移行。（旧）ケーユーは「株式会社ケーユーホールディングス」へ社名変更して純粋持株会社となる。別途事業会社として「（新社）株式会社ケーユー」を設立する。
- 2008年 - カーセブンと資本ならびにフランチャイズ提携を解消する。株式会社ファーレン神奈川中央を設立する。
- 2009年 - 東名横浜クライスラー株式会社がケーユーからGMシボレー事業を承継して、株式会社ファイブスター東名横浜へ社名変更する。株式会社ファーレン神奈川中央がフォルクスワーゲン事業を開始する。
- 2011年 - 株式会社ファーレン神奈川中央が株式会社ファイブスター東名横浜を吸収合併し、株式会社ファイブスター東名横浜へ社名変更する。
- 2012年 - 株式会社RSケーユーを設立し、ハーレーダビッドソンの販売事業を当該会社へ移管する。
- 2013年 - 東京証券取引所1部に指定替えする。
- 2015年 - 横須賀市のメルセデス・ベンツの正規ディーラー「横須賀ヤナセ」を譲受して子会社とする。2016年に社名を株式会社シュテルン横須賀へ変更し、シュテルン世田谷が吸収合併する。
- 2017年 - メルセデスAMGの世界初専売拠点として「AMG 東京世田谷」を世田谷区上野毛で開業する。
- 2020年 - 神奈川マツダが運営していた、メルセデス・ベンツの正規ディーラー「シュテルン横浜東」を買収する。
- 2022年 - 本社屋を町田市鶴間八丁目17-1から同市鶴間三丁目15-9へ移転する。
- 2023年6月30日 - ハーレーダビッドソン事業を「レピオグループ」のグループ会社「株式会社オートピア」に譲渡する。
- 2025年5月26日 - トヨタS&D西東京が運営するメルセデス・ベンツ正規ディーラー「シュテルン西多摩」を買収する。
- 2025年7月1日 - フォルクスワーゲン事業をトヨタS&D西東京のグループ会社「株式会社ティーシーエス」に譲渡する。

## 関連会社
- 株式会社ケーユー（新設分割による事業会社）
- 株式会社シュテルン世田谷（メルセデス・ベンツ正規ディーラー）
- 株式会社モトーレン東名横浜（BMW正規ディーラー）
- 株式会社ファイブスター東名横浜（クライスラー、GMシボレー正規ディーラー）

## プロモーション活動
- 創業間もない頃（1970年代）からラジオコマーシャルで「クルマが売れて足りません。東名横浜町田口、中古車のケーユー」のキャッチコピーを用いた。現在もラジオを中心に広告宣伝している。